# Justin Lin
Justin Lin (geboren als Yipin Lin, Taipei, 11 oktober 1973) is een Taiwanees-Amerikaans filmregisseur, scenarioschrijver en filmproducent. Lin is bekend door zijn regiewerk van de films The Fast and the Furious: Tokyo Drift (2006), Fast & Furious (2009), Fast Five (2011), Fast & Furious 6 (2013), F9 (2021), Better Luck Tomorrow (2002) en Star Trek: Beyond (2016).

## Biografie
Lin werd geboren als Yipin Lin in Taipei, Taiwan, maar groeide op in een volkswijk in Orange County (Californië) in de Verenigde Staten. Voordat Lin naar de UCLA filmschool ging, studeerde hij 2 jaar aan de universiteit van Californië in San Diego. In de universiteit van Californië behaalde hij een MFA (Master Fine Arts) in het regisseren van films.
Shopping For Fangs was de eerste film die Lin, samen met een collega Quentin Lee, aan het UCLA maakte. Lin schreef en regisseerde in 2000 een documentaire Crossover. Lin regisseerde zijn eerste officiële film Better Luck Tomorrow in 2002. Het magazine Variety noemde hem een van de "Top 10 Directors to Watch" (een van beste tien aankomende regisseurs). Justin Lin regisseerde ook de filmreeks van Fast and Furious. Hij begon in 2006 met Fast and Furious: Tokyo Drift. Hierna ging Lin weg voor een onafhankelijke film Finishing the Game. Na deze film kwam hij terug om Fast and Furious te regisseren die in 2009 uitkwam en die na de eerste dag al 30,5 miljoen dollar had opgebracht. Hierop volgde in 2011 Fast Five die ook het boxofficerecord brak en het op een na  hoogste voorjaarsopeningsweekend werd. Het zesde deel in de reeks Fast and Furious 6 (2013) bracht wereldwijd 789 miljoen dollar op waarmee deze het opbrengstrecord brak van de vorige Fast and Furious-films.

## Filmografie
- Shopping for Fangs (1997)
- Interactions (2000)
- Crossover (2000)
- Better Luck Tomorrow (2002)
- Spotlighting (2005)
- Annapolis (2006)
- The Fast and the Furious: Tokyo Drift (2006)
- Finishing the Game (2007)
- La Revolución de Iguodala! (2007)
- Fast & Furious (2009)
- Community (televisieserie, 2010)
- Fast Five (2011)
- Fast & Furious 6 (2013)
- Star Trek: Beyond (2016)
- F9 (2021)
- Fast X (2023)